# Cenchrées (Argolide)
Ne doit pas être confondu avec Cenchrées.
Cenchrées (en grec ancien : Κεγχρεαί), est une polis antique de l'Argolide, au sud d'Argos, située sur la route entre cette dernière et Tégée. Pausanias dit qu'elle se trouve à droite du tróchos (τρόχος), une route carrossable menant à Lerne. 
Près de Cenchrées, Pausanias raconte avoir vu des monuments funéraires argiens, après leur victoire sur les Lacédémoniens à Hysiae,. Le site se trouve près de l'actuel Paléo Skafidáki (el),.